# Roa, Norge
Roa är en tätort i Lunners kommun i Akershus fylke i Norge. Orten ligger där Europaväg 16 och riksväg 4 möts och utgör kommunens centralort.
Bergenbanan och Gjøvikbanan möts också här.